# 灣裡社
灣裡社是臺灣日治時期位於臺南州新化郡善化庄台灣製糖株式會社灣裡製糖所內（今善化糖廠旁善糖國小校內涼亭一帶）的構內神社。

## 歷史
灣裡社選址於 臺南州新化郡善化庄曾文47番地（台灣製糖株式會社灣裡製糖所內）（今善糖國小校內涼亭一帶），是臺灣製糖株式會社灣裡製糖所（今善化糖廠）的構內神社。昭和九年版的《新化郡概況》記載說該神社是在昭和五年（1930年）8月投入4500多圓所興建的，而《南瀛糖廠誌》所寫的是該年5月動工，10月完工，但兩邊記載的鎮座式都是該年10月20日舉行。祭祀天照大神、明治天皇、北白川宮能久親王，例祭日10月20日。灣裡社的拜殿為神明造，本殿很可能也是。
而當時灣裡製糖所（今善化糖廠）曾經營窄軌鐵路「善化＝神社前」營業線（戰後稱善化街線），其中神社指的就是灣裡社。

## 現況
灣裡社本殿原址位於善糖國小內涼亭。現僅存被移到在善化糖廠中山橋附近的狛犬1對和善糖文物館旁庭園出土很可能屬於灣裡社的石燈籠構件"竿"、"中台"各1枚。善糖文物館前作為入口設立了木造明神鳥居1基，但與灣裡社無關。

## 關聯項目
- 台灣神社列表